# スキッドステアローダー

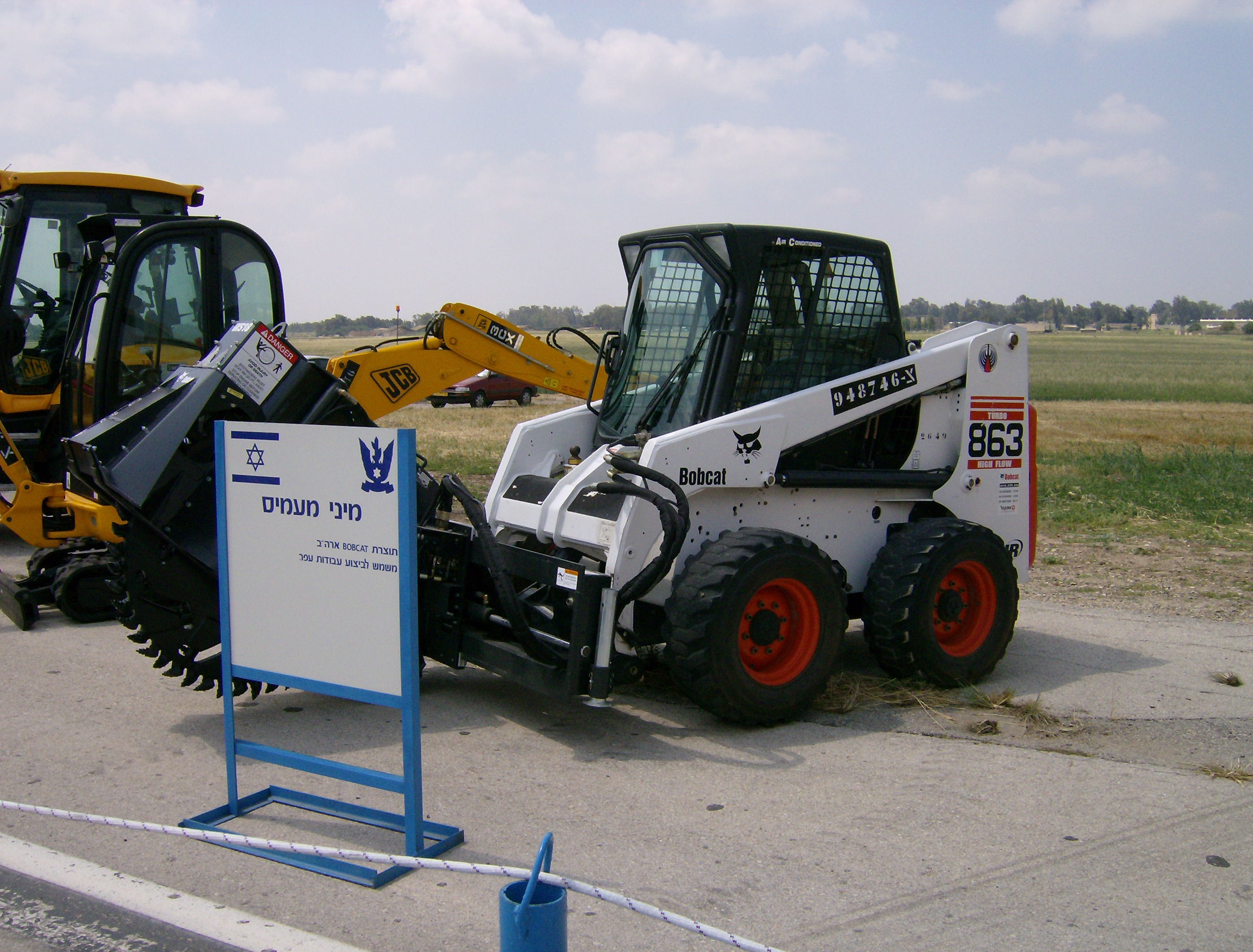
ボブキャット863

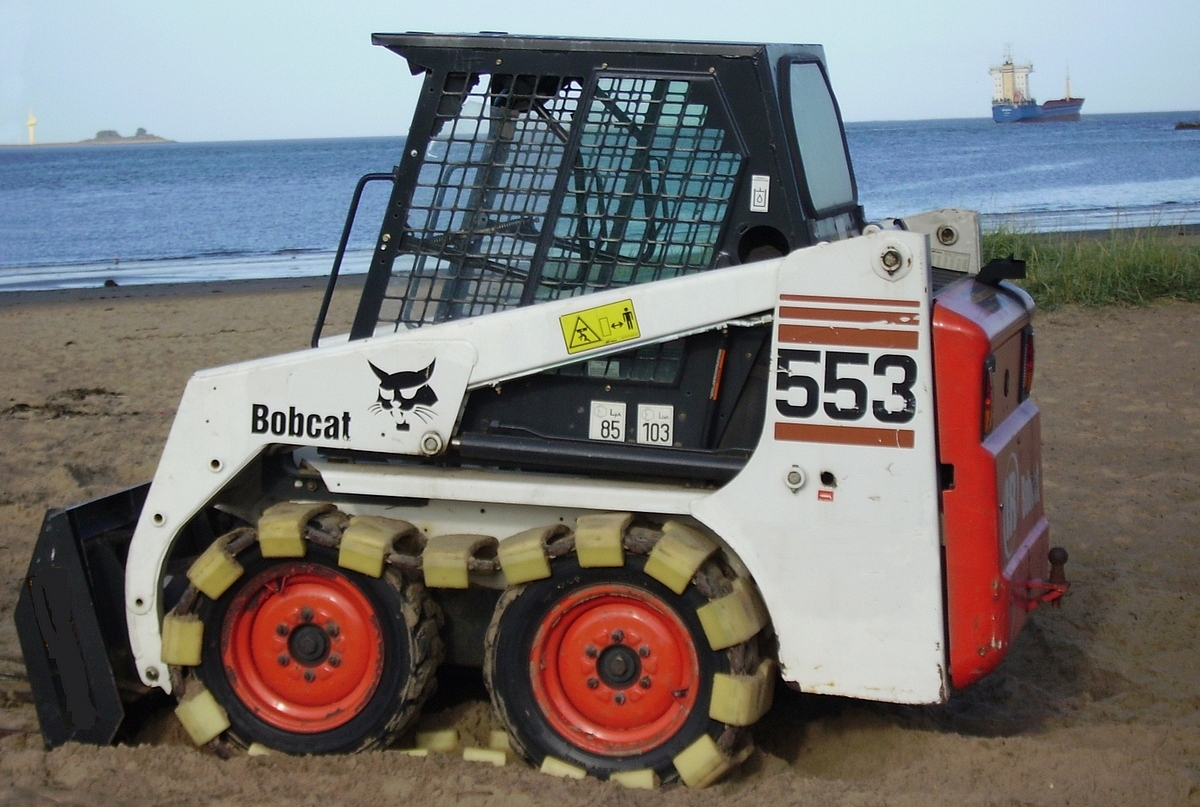
ボブキャット553
クローラー装着例

スキッドステアローダー（skid-steer loader）とは、小型のホイールローダーの一種である。「スキッド」は横滑り、「ステア」は操舵の意味で、装輪式ながら操舵機構は無く、無限軌道付きの車両と同様に左右輪の回転速度や回転方向の変化で車両の進む方向を変えることが特徴である。
アメリカ合衆国のメルロー（現・ボブキャット・カンパニー）が世界で最初に開発し、1960年に「M-400」として発売、その後企業名と製品名を「Bobcat」（ボブキャット）に変えて普及に努めた。現在ではアメリカをはじめ、各国の農機、建機、輸送機メーカーがスキッドステアローダーを手掛けている。
この操向方式のためトレッドとホイールベースを際限なく大きくすることは出来ず、摩擦係数の高い路面での小回りも苦手であるが、小型、低価格、簡潔な構造と言った特徴を武器に、通常型ホイールローダーとの棲み分けがなされている。

## 走行
4輪油圧駆動・無段変速だが、左右それぞれの前後2輪はチェーンでつながれており、デフは存在しない。
よって、旋回時の操作と車両の動きは油圧ショベルやコンバインなどで見られるクローラー式車両に近い。
運転席に走行レバーが左右2本あり（1本レバー仕様も存在する）、左右のタイヤそれぞれの前後進を操作する。
例として、左右とも前に回転させると前進、右だけ前進させると左に曲がる。
操舵機構を持つホイールローダーとは異なり、左右の回転方向を互いに逆方向にすれば、タイヤをスキッドさせながらその場で旋回（超信地旋回）させることができる。

## 荷役
基本的に、両手は2本の走行レバーを握っているので、ホイールローダーのように手を使って荷役作業はできない。ブームの上下・バケットの上下には1本の十字型レバーまたは2本の独立レバーの操作が必要になる。
そのため、スキッドステアローダーの足元には2つペダルがある。左ペダルがブーム・右ペダルがバケットの操作で、手足すべてを使って作業する慣れの必要な機械である。

## 操作の簡略化
最初に開発したのはボブキャット・カンパニーの前身となるメルローだが、その操作の難しさを補うため、後発各社はさまざまな工夫を取り入れている。
例えば、左レバーを走行・右レバーを荷役作業にする機能。これであればペダルでは大まかにしか動かせなかったバケットを細かく制御することができる。しかし、走行も１本のレバーで行うのでタイヤの直感的な操作はできない。使用用途に応じて仕様を選ぶ必要がある。
開発当時から変わらない2本レバー（走行）・2つペダル（荷役作業）は油圧バルブ直結の機械式のため、故障しにくいが精密な作業が苦手である。一方、技術の進化に伴って追加された2本レバーだけで走行・荷役作業ができる仕様は電気的に油圧を制御するため、故障のリスクが高まるが精密な作業が行える。

## オプション

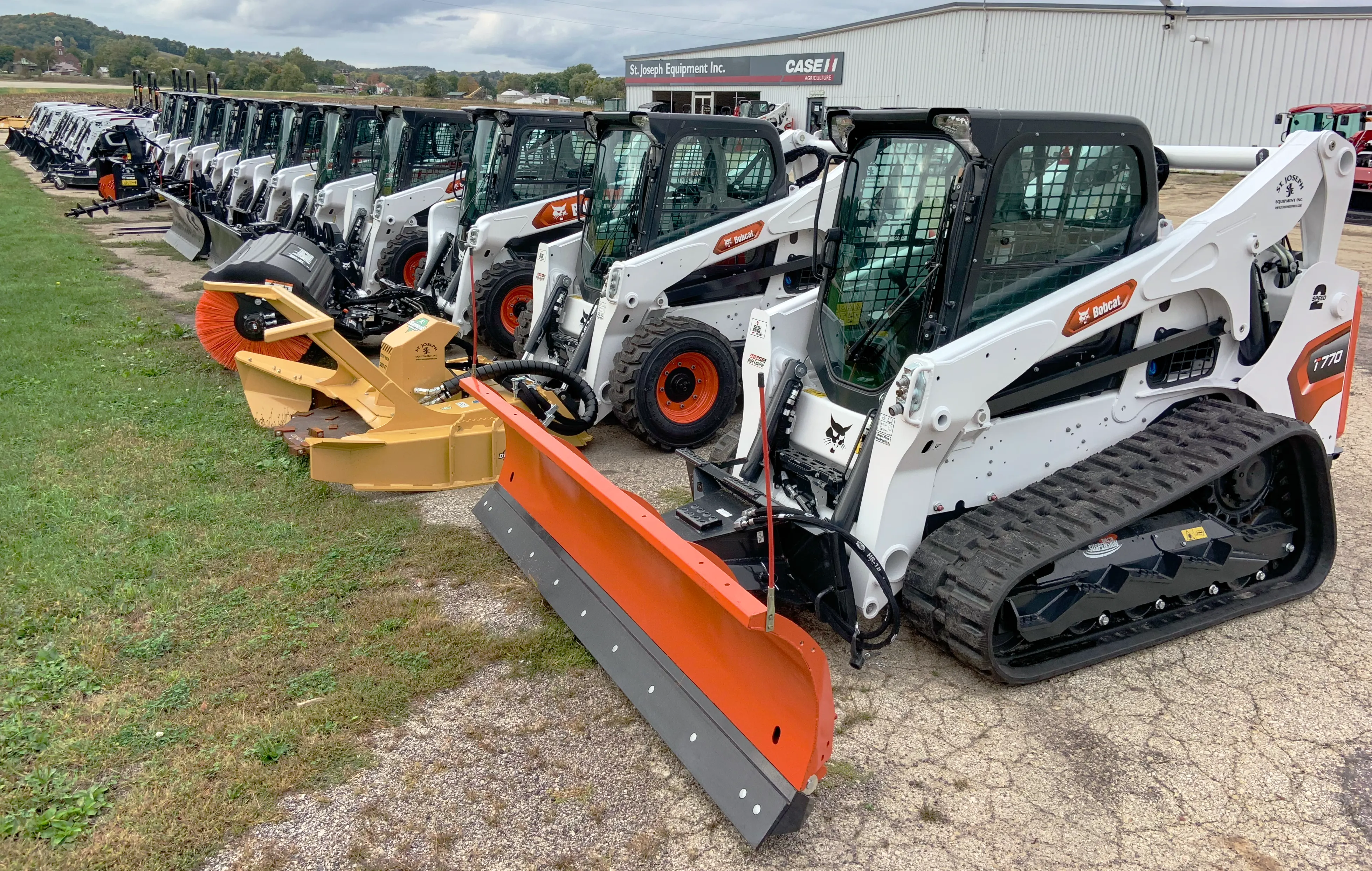
様々なアタッチメントの装着例。
1番手前の個体は完全なクローラー車両となっている。

標準では鉄格子の囲いが装備されただけの車体だが、快適な作業のために各社オプションが用意されている。
オプションの例を挙げると、以下の物がある。
- 前面ガラス窓、ワイパー
- エアコン、ヒーター
- タイヤ用クローラー
- サイドミラー
- バックカメラ、モニター

## メーカー
- ボブキャット・カンパニー（元・メルロー）[注釈 1]
- キャタピラー（CAT）
- クボタ
- ディア・アンド・カンパニー（ジョンディア）
- ニューホランドAg
- ボルボ建設機械
- JCバンフォード・エクスカベターズ
- ヤンマーディーゼル（現・ヤンマー）[注釈 2][2][3]
- トヨタL&F[4][5]
- ロジスネクストユニキャリア